# Уса (приток Немана)
Уса́ (в низовье канал Шубино-Неманский; бел. Уса́, Шубіна-Нёманскі канал) — река в Воложинском, Столбцовском и Новогрудском районах (Беларусь). Правый приток Немана. Длина реки — 75 км, площадь водосборного бассейна — 665 км²<.
На середине течения от реки отделяется мелиоративный канал Жёлто-Неманский, также впадающий в Неман.
Долина в верхнем течении трапециевидная, её ширина 0,8-1 км, в Столбцовском районе возле деревни Дроздовщина расширяется до 1,5 км, около деревни Пильница сужается до 0,2 км. Пойма в верхнем и нижнем течении двухсторонняя (ширина 0,1-0,15 км), в верховье и низовье заболоченная, на остальном протяжении сухая, пересеченная ручьями и мелиоративными каналами. Русло (ширина 8-10 м) в течение 20 км перед устьем канализировано.
Основные притоки — Шура (левый); Замянка (правый). Генеральное направление течения — юго-запад. В верховьях протекает село Куль и ряд небольших деревень, в нижнем течении течёт по ненаселённому заболоченному лесному массиву, составляющему часть Налибокской пущи. Нижнее течение канализировано и превращено в Шубино-Неманский канал.

## Происхождение названия

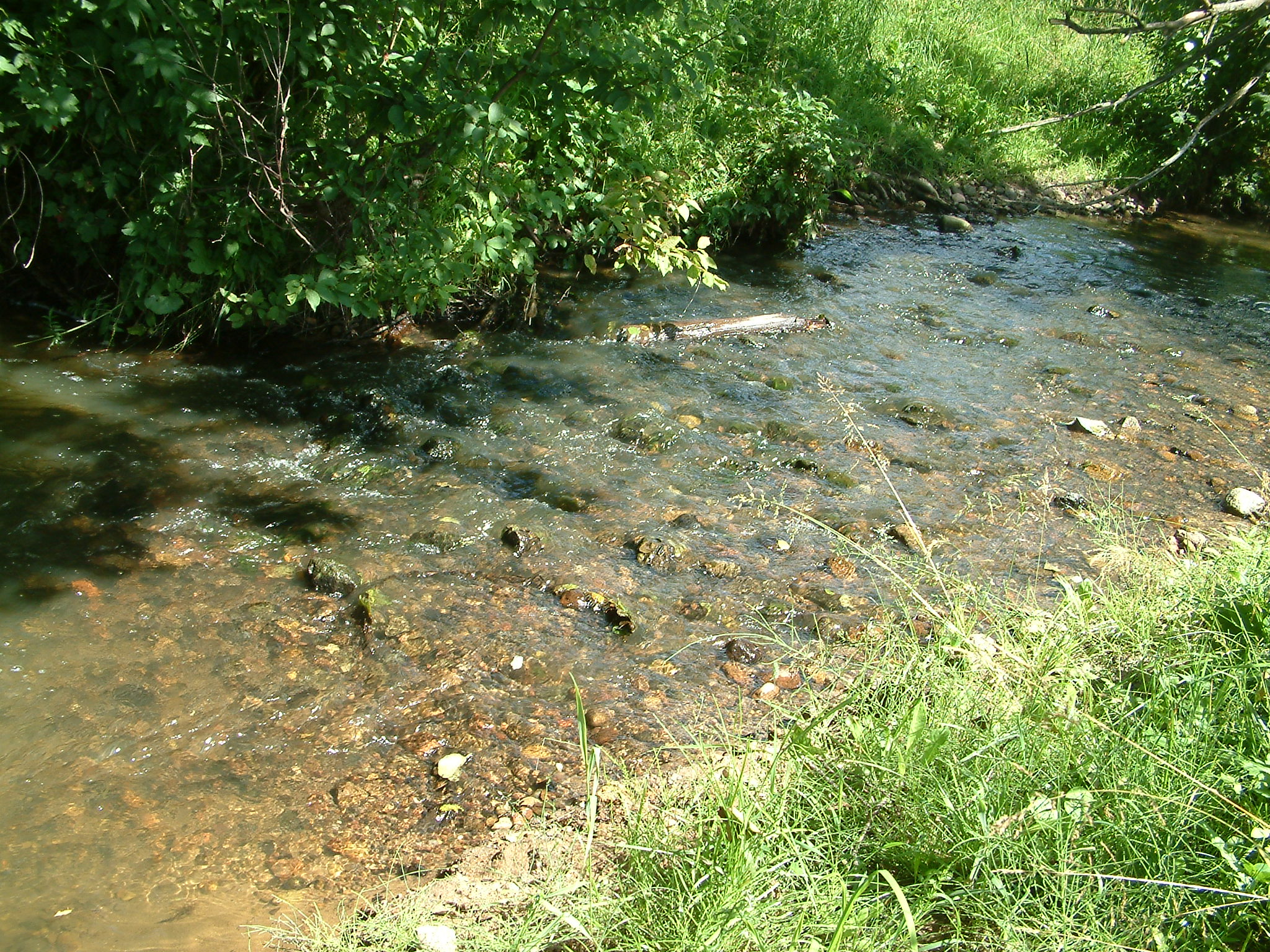
Фотография левого притока Усы в деревне Слободка. Река в этой местности сильно обмельчала за последние 10 лет, фактически превратившись в ручей.

Гидронимы с корнем Ус- встречаются на очень значительной территории, в бассейнах рек Неман, Березина, Ока, Десна, Волга, Печора, Енисей, Ангара и др. Это реликтовые наименования, сохранившиеся с самых древних времен. Распространение подобных названий в разных регионах объясняется передачей корневой основы от народа к народу и из языка в язык в контактных зонах на протяжении столетий. Каждый народ, который воспринимал древние имена от своих предшественников, приспосабливал их к собственному языку и видению действительности. Гидроним Уса в балтских языках соотносится со словами osis, uosis — «ясень», в восточнославянских диалектах с термином ус, уса — «коса, длинный полуостров, мыс», «ответвление», «приток», в мансийском языке со словом ус — «укрепленное возвышенное место, ограждение», в монгольском и бурятском языках с термином ус, усу, усан — «вода, река».